# Щутово (гміна)
Гміна Щутово (пол. Gmina Szczutowo) — сільська гміна у центральній Польщі. Належить до Серпецького повіту Мазовецького воєводства.
Станом на 31 грудня 2011 у гміні проживало 4425 осіб.

## Площа
Згідно з даними за 2007 рік площа гміни становила 112.62 км², у тому числі:
- орні землі: 67.00%
- ліси: 23.00%

Таким чином, площа гміни становить 13.20% площі повіту.

## Населення
Станом на 31 грудня 2011:
| Опис     | Загалом | Загалом | Чоловіки | Чоловіки | Жінки | Жінки |
| -------- | ------- | ------- | -------- | -------- | ----- | ----- |
| одиниця  | осіб    | %       | осіб     | %        | осіб  | %     |
| все      | 4425    | 100     | 2174     | 49.13    | 2251  | 50.87 |
| міське   | 0       | 100     | 0        |          | 0     |       |
| сільське | 4425    | 100     | 2174     | 49.13    | 2251  | 50.87 |

## Сусідні гміни
Гміна Щутово межує з такими гмінами: Роґово, Росьцишево, Серпць, Скемпе, Скрвільно.